# 박삼영
박삼영(Richard Park, 1939년 1월 7일~ 2025년 2월 6일)은 대한민국의 서양화가이다.

## 생애
1939년 1월 7일 전라북도 고창에서 3남 2녀의 막내 아들로 태어났다. 어머니가 작가를 출산한 직후 유명을 달리하여, 실질적으로 그를 키운 것은 작가가 ‘큰어머님’이라고 칭하는 그의 할머니였다. 작가의 아버지는 일본 와세다 대학교 농학부를 졸업한 후 고창에 있는 가문 소유의 대규모 농지를 물려받은 부호였으며, 어린 시절 아버지 밑에서 작가는 부족함 없이 자랐다. 그렇게 고창에서 유년 시절을 보내던 중, 1950년에 한국 전쟁이 발발하여, 작가가 살고 있던 고창 수월 집에 작은 어머니 가족을 비롯해 다른 가족들이 모여 살았다. 한국 전쟁과 관련하여, 작가는 인터뷰에서 당시 빨치산이 경찰과 시민들을 잡아와 무차별 학살하던 장면이 트라우마로 남아 한국 전쟁을 떠올리면 공포스럽다고 전했다. 전후(戰後)에는 서울 장충동 주변 2층 주택으로 이사를 가 살았지만, 그곳에서 그는 화가의 꿈을 극심하게 반대하는 아버지와 형제로부터 버티지 못하고 고창에 있는 큰어머님에게 돌아갔다. 훗날 인터뷰에서 작가는 자신의 아버지와 큰어머님을 떠올리며, 아버지는 당신처럼 살아서는 안된다는 반면교사가 되어주었고, 큰어머님은 태양처럼 그저 무한한 사랑을 주셨다고 이야기했다.
고창에서 고창 중•고등학교를 졸업하며 중등교육을 마친 작가는 서울로 올라가 대학교 학비를 벌기 위해 1년간 서울역 주변에서 신문 파는 일을 했다. 그렇게 자신이 모은 돈과 고창에 계신 큰어머님께서 마련해 주신 돈으로 그는 홍익대학교 서양화과에서 본격적으로 미술을 배우기 시작했다. 입학 후에도 서양화 뿐만 아니라 산수화(山水畵), 화조화(花鳥畵) 같은 동양화나 신문사 만화나 삽화도 그리며 생활비와 등록비를 마련하기 위해 노력했다. 예술을 향한 열정을 불태우며 점차 본인의 예술을 확립해 나아가는 과정에서 그는 당시 서양화과 교수로 있던 당림(棠林) 이종무(李種武)와 수화(樹話) 김환기(金煥基)로부터 많은 영향을 받았다. 특히, 시적인 그림체를 완성한 파리 유학에서 돌아온 김환기 교수로부터 깊은 영감을 받아 오늘날 작가의 그림 또한 ‘시가 있는 그림’으로 회자된다. 이후, 그는 1965년과 1971년 대한민국미술전람회라 불리는 국전에서 「홍적기 77」이라는 작품으로 입선하며 당시 미술 평론가였던 운보(雲甫) 김기창(金基昶) 선생에게 ‘이번 장 중 으뜸’이라는 평을 받으며 한국 미술계에 본격적으로 발을 내딛게 된다.
작가는 화가이기도 했지만, 동시에 시인이기도 했다. 작가가 기억하는 자신의 첫 시는 「거미의 올가미」라는 작품이며, 작가는 이 작품을 가지고 한국일보사 신춘문예에 응모하기도 했고, 미당(未堂) 서정주(徐廷柱) 선생께 찾아가 “내가 시를 계속 써도 되겠느냐?”라 묻기도 했다고 한다. 그렇게 미당 선생으로부터 “시감이 풍부하니 시를 계속 써도 될 것 같다”라는 대답을 들은 후, 그는 그림과 함께 시작(詩作)도 함께하며 미당 선생과 박재삼(朴在森) 선생의 도움을 받아 1967년 자신의 첫 시집인 <손의 비장>을 출판한다. 또한, 그는 시를 통해 평생의 사랑을 만났다. 미당 선생의 소개로 만난 이선자라는 이름의 한 시우(詩友)를 그는 아내로 맞아 슬하에 세 명의 딸을 두게 된다. 결혼 후에도 자신만의 예술 세계를 구축하는 작업을 멈추지 않았으며, 생계를 유지하기 위해 서울 광진구 자양동에서 자신의 호를 딴 ‘기석 화실’을 운영하였다. 하지만, 결혼 후 국가로부터 군에 입대하여 국방의 의무를 다하라는 통보를 받아 둘째 딸을 낳은 후 입대하였다. 작가는 이때를 회상하며, 최초 신체 검사에서는 한 쪽 귀가 잘 들리지 않아 면제 판정을 받은 줄 알았으나 늦은 나이에 입대를 해야 해서 아내와 자식의 생계를 책임지지 못해 많이 힘들었다고 한다. 대한민국 육군을 만기 전역하고 돌아온 후에도, 1979년과 1981년에 세종문화회관 개인전을 개최하여 대중에게 자신의 예술세계를 계속 노출시키려 노력했다.
본격적으로 국내에서 작품 활동을 이어가던 중, 1985년에 일본 도쿄(東京)와 오사카(大阪)에서 초대전을 하며 국제 무대로의 첫 발걸음을 내딛게 된다. 이때, 작가는 ‘나의 작품으로 세상을 정복하겠노라’는 다짐과 함께 더 넓은 세상에서 자신의 예술을 알리기 위해 1986년에 미국 로스앤젤레스(Los Angeles, LA)로 홀로 이주하여 계속 예술활동을 이어 나간다. 고향과는 전혀 다른 환경 속에서 그는 오직 클래식 음악과 시에 기대어 예술적 영감을 그림으로 풀어내는 작업에만 몰두하였다. 그렇게 아내와 자식들을 고국에 두고 홀로 떠난 미국에서 작가는 아담과 이브(Adam&Eve), 끝없는 노스텔지아(Endless Nostalgia), 그리고 LA memories series라는 현재까지도 이어져 오는 세 가지의 작가만의 큰 예술 세계를 만들게 되었다. 예술을 향한 구도자적 자세로 2013년까지 26년간 미국 생활을 하는 동안, 작가는 개인전 및 초대전이 있는 날을 (2013년 전주 미술관 귀국 전시회, 2016년 전주 미술관 초대전, 2017년 세종 문화회관 개인전) 제외하고는 미국에서 지내며 자신의 예술 세계를 다듬고 완성하고자 노력하였다. 2013년부터 2021년까지는 고창과 LA를 오가며 미국 생활을 정리하였고, 2022년부터는 경기도 포천시 고모리에 ‘박삼영 갤러리’를 열고 국내에 자리잡아 현재까지도 3차례의 개인전과 4차례의 단체전을 열며 활발히 예술 활동을 하고 있다.

## 작품 세계
< 이상과현실을 아우르는 유토피아 세계관 >
박삼영 화가의 작품은 인간을 위로하고 교감 할 수 있도록 하는 최적화된 세상으로 하늘과 땅, 인간과 자연이 하나가 되는 천인합일과 자연합일 사상의 그 기틀을 담고자 하였다. 작가는 깊은 숲 속으로의 여행과 같이 자아와 진실과 내면과 같은 자신의 성찰을 통해 깊숙한 정신 세계에 도달하고 있다. 이는 끊임없이 세계를 탐구하고 존재를 비추는 여행이며, 거짓 된 세계에서 나의 삶의 가치와 존재론적인 인식을 깨닫기 위한 순수한 자아로 향하게 되는 여행과 마찬가지이다.
그가 작품에 탄생 시킨 기원성, 종교성, 신비성, 존재의 가변성, 설화성, 고향의 향수 등은 시간과 공간, 순간과 영원과 같은 풍부한 생명들과 만나는 것이며, 그 생명은 빛이 공기와 산란하고 요동치는 생명들이 외부로 솟아나온 흔적들이다. 그 속에서 신비한 세계의 빗장을 열고 영원히 변하지 않을 환상적이고 매력적인 꿈의 공간을 간직하는 것은 다름 아닌 유토피아 세상인 것이다. 
출처

## 경력
- 국전 2회 입선(1965년, 1971년)

- 백양회 공모전 입선 (2회)

- 국내 개인전

-세종문화회관 (1979년, 1980년, 1981년, 2017년)
-중앙 서울공보관 (1967년, 1971년)
-개인 초대전 (목포 1972년, 전주 1978년)
-한국 정예 작가 출품 (1983년)
-백상기념관 개인전 (2002년)
-전주 미술관 (2013년, 2016년) 귀국전 및 초대전
-고창 문화의 전당 (2013년) 귀국전
- 동경 초대 개인전 (1985년)

- 오사카 개인전 (1986년) 2회

- (1986년~2012년) 26년간의 미국 활동

-LA 한국일보 주최 후원 K.T.E 전시회
-LA Rainbow Gallery 초대 전시회
-Garden Grove Glory Art Gallery 전시회
-B.G.H Gallery 전시회
-LA Sun Gallery 전시회
-전 미주 순회 작품전 (1986년~1988년)
- 갤러리K 공모 당선 초대전 (2021년) 청담, 인사동 콩세유갤러리

- 국립현대미술관 정부 미술은행 공모당선 (2021년)